# Mitrovți, Montana
Mitrovți (în bulgară Митровци) este un sat în comuna Ciprovți, regiunea Montana,  Bulgaria. 

## Demografie
Componența etnică a satului Mitrovți
     Bulgari (97,47%)
     Nicio identificare (2,52%)
     Altele (0%)
La recensământul din 2011, populația satului Mitrovți era de 119 locuitori. Din punct de vedere etnic, majoritatea locuitorilor (97,47%) erau bulgari. Pentru 2,52% din locuitori nu este cunoscută apartenența etnică.